# 喬達冰川
81°18′S 159°49′E / 81.300°S 159.817°E
喬達冰川是南極洲的冰川，位於沙克爾頓海岸，全長30公里，流經邱吉爾山脈東坡，最終注入納瑟里冰川，現時由南極條約體系管理。